# Lijst van voetbalinterlands Nepal - Singapore
Deze lijst van voetbalinterlands is een overzicht van alle officiële voetbalwedstrijden tussen de nationale teams van Nepal en Singapore. De landen hebben tot op heden vijf keer tegen elkaar gespeeld. De eerste ontmoeting was in Bangkok (Thailand) op 5 mei 1982, tijdens een vriendschappelijk toernooi. Het laatste duel, eveneens een vriendschappelijke wedstrijd, vond plaats op 21 maart 2025 in Singapore.

## Wedstrijden
| № | Plaats    | Datum           | Competitie           | Wedstrijd         | Uitslag |
| - | --------- | --------------- | -------------------- | ----------------- | ------- |
| 1 | Bangkok   | 5 mei 1982      | Vriendschappelijk    | Singapore − Nepal | 2 − 0   |
| 2 | Kathmandu | 2 december 1986 | Vriendschappelijk    | Nepal − Singapore | 0 − 0   |
| 3 | Seoel     | 27 mei 1989     | WK 1990 kwalificatie | Singapore − Nepal | 3 − 0   |
| 4 | Singapore | 5 juni 1989     | WK 1990 kwalificatie | Singapore − Nepal | 7 − 0   |
| 5 | Singapore | 21 maart 2025   | Vriendschappelijk    | Singapore − Nepal | 0 − 1   |

## Samenvatting
| Competitie        | Totaal gespeeld | Winst Nepal | Gelijk | Winst Singapore | Doelsaldo Nepal – Singapore |
| ----------------- | --------------- | ----------- | ------ | --------------- | --------------------------- |
| WK-kwalificatie   | 2               | 0           | 0      | 2               | 0 − 10                      |
| Vriendschappelijk | 3               | 1           | 1      | 1               | 1 − 2                       |
| Totaal            | 5               | 1           | 1      | 3               | 1 − 12                      |

ANFA · A-internationals · Nepalees vrouwenelftal
1972 – 1989 ·
1990 – 1999 ·
2000 – 2009 ·
2010 – 2019 ·
2020 – 2029
Afghanistan ·
Algerije ·
Australië ·
Bahrein ·
Bangladesh ·
Bhutan ·
Brunei ·
Cambodja ·
China ·
Filipijnen ·
Hongkong ·
India ·
Indonesië ·
Irak ·
Iran ·
Japan ·
Jemen ·
Jordanië ·
Kazachstan ·
Kirgizië ·
Koeweit ·
Laos ·
Macau ·
Malediven ·
Maleisië ·
Mauritius ·
Myanmar ·
Noord-Korea ·
Oman ·
Oost-Timor ·
Pakistan ·
Palestina ·
Saoedi-Arabië · 
Singapore ·
Sri Lanka ·
Syrië ·
Tadzjikistan · 
Taiwan ·
Thailand · 
Turkmenistan ·
Verenigde Arabische Emiraten ·
Vietnam ·
Zuid-Korea
FAS · 
Lijst van A-internationals · 
Singaporees vrouwenelftal
1960 – 1969 ·
1970 – 1979 ·
1980 – 1989 ·
1990 – 1999 ·
2000 – 2009 ·
2010 – 2019
Afghanistan ·
Argentinië ·
Australië · 
Azerbeidzjan · 
Bahrein · 
Bangladesh · 
Brunei · 
Cambodja · 
Canada · 
China · 
Denemarken · 
Fiji ·
Filipijnen · 
Finland · 
Ghana · 
Guam ·
Hongkong · 
India · 
Indonesië · 
Irak · 
Iran · 
Israël · 
Japan · 
Jemen ·
Jordanië · 
Kazachstan · 
Kirgizië · 
Koeweit · 
Laos · 
Libanon · 
Macau · 
Malediven · 
Maleisië · 
Mauritius ·
Mongolië · 
Myanmar · 
Nepal · 
Nieuw-Zeeland · 
Noord-Korea · 
Noorwegen · 
Oezbekistan · 
Oman · 
Oost-Timor · 
Pakistan · 
Palestina · 
Papoea-Nieuw-Guinea ·
Polen · 
Qatar ·
Salomonseilanden · 
Saoedi-Arabië · 
Sri Lanka · 
Syrië · 
Tadzjikistan · 
Taiwan · 
Thailand · 
Turkmenistan · 
Uruguay · 
Verenigde Arabische Emiraten · 
Vietnam · 
Zuid-Korea · 
Zuid-Vietnam · 
Zweden